# Synoestropsis vitrea
Synoestropsis vitrea är en nattsländeart som beskrevs av Luisa Eugenia Navas 1920. Synoestropsis vitrea ingår i släktet Synoestropsis och familjen ryssjenattsländor. Inga underarter finns listade i Catalogue of Life.